# Sista paret ut (lek)

Sista paret ut, av August Malmström (1865).

Sista paret ut eller änkleken (änkeleken) är en lek som var mycket vanlig i Sverige på 1800-talet.
Deltagarna ställer sig parvis i en lång rad. I spetsen ställer sig ett ensamt barn som är jägaren. Då denna ropar "Sista paret ut!" måste det sista paret i raden springa ut åt varsitt håll och försöka förena sig igen framför raden. Jägaren ska försöka hindra detta genom att fånga en av de springande. Lyckas jägaren med detta så får han bilda ett nytt par och den fångade vara jägare istället. Lyckas jägaren inte fånga någon måste han ropa ut ett nytt par. På detta sätt fortsätter leken så länge man önskar.
En variant är att paren består av en flicka och en pojke. Är jägaren en flicka så ska hon då försöka fånga pojken och tvärtom.
Änkleken är också den svenska titeln på komedin Home and Beauty av W. Somerset Maugham.